# Human Be-In
Human Be-In — мероприятие, прошедшее на Полях для поло в парке Золотые ворота в Сан-Франциско 14 января 1967 года. Это была прелюдия к Лету любви в Сан-Франциско, которое сделало район Хейт-Эшбери символом американской контркультуры и представило слово «психоделический» для пригородов.

## Истоки

### Контркультура
Human Be-In сосредоточил ключевые идеи контркультуры 1960-х годов: расширение прав и возможностей личности, культурная и политическая децентрализация, общинная жизнь, экологическая осведомленность, расширение сознания (с помощью психоделиков), принятие незаконного употребления психоделиков и радикальное политическое сознание Новых левых. Движение хиппи возникло из недовольных студенческих сообществ вокруг Государственного университета Сан-Франциско, Городского колледжа Сан-Франциско и Калифорнийского университета в Беркли, а также среди поэтов бит-поколения Сан-Франциско и джазовых хипстеров, которые также сочетали поиск интуитивной спонтанности с отказом от «морали среднего класса». Аллен Гинзберг олицетворял переход между поколениями битников и хиппи.

### Протесты
Human Be-In получил свое название от случайного замечания художника Майкла Боуэна, сделанного им на «Митинге торжества любви» (англ. Love Pageant Rally). Игривое название сочетало гуманистические ценности с множеством сидячих забастовок, которые реформировали практику колледжей и университетов и разрушали остатки укоренившейся сегрегации, начиная с сидячих забастовок за отмену сегрегации в местах общественного питания в 1960 году в Гринсборо и Нашвилле.

## Событие
Human Be-In был анонсирован на обложке пятого номера San Francisco Oracle как «Собрание племен для Human Be-In». Поводом послужил новый калифорнийский закон, запрещающий употребление ЛСД, который вступил в силу 6 октября 1966 года. Все выступавшие на митинге были приглашены Боуэном, главным организатором. Среди них были Тимоти Лири впервые выступавший в Сан-Франциско и задавший тон в тот день своей знаменитой фразой «Включись, настройся, выпадай», Ричард Альперт (вскоре ставший известным как «Рам Дасс»), а также поэты, такие как Аллен Гинзберг, который пел мантры, Гэри Снайдер и Майкл Макклур. Среди других гуру контркультуры были комик Дик Грегори, Ленор Кандел, Лоуренс Ферлингетти, Джерри Рубин и Алан Уоттс. Музыкальное сопровождение обеспечивали множество местных рок-групп, в том числе Jefferson Airplane, Grateful Dead, Big Brother and the Holding Company, Quicksilver Messenger Service и Blue Cheer, большинство из которых были основными участниками Fillmore и Avalon Ballroom. «Подпольный химик» Оусли Стэнли предоставил огромное количество своего ЛСД «Белая молния», специально изготовленного для этого мероприятия, а также 75 двадцатифунтовых (9 кг) индеек для бесплатной раздачи Диггерами.
Национальные средства массовой информации были ошеломлены, огласка этого события привела к массовому движению молодых людей со всей Америки в район Хейт-Эшбери. В отчетах не удалось прийти к единому мнению о том, 20 000 или 30 000 человек пришли на мероприятие. Вскоре каждое собрание стало своего рода «-In»: всего четыре недели спустя состоялся «Human Fly-In» Боба Фасса, затем, вдохновленный Эмметом Гроганом Sweep-In, а год спустя на телеканале NBC начало транслироваться комедийное шоу Роуэна и Мартина «Laugh-in». За этим последовали первые «Yip-In» (21 марта 1968 года на Центральном вокзале), «Love-In» (14 апреля 1968 года в каньоне Малибу) и «Bed-In» Джона Леннона и Йоко Оно (25 марта 1969 года в Амстердаме).
Поэт Аллен Коэн (который помогал Боуэну в организационной работе) позднее вспоминал Human Be-In как объединение, соединившее философски противоположные фракции контркультуры, базировавшиеся в Сан-Франциско в то время: с одной стороны, радикалы из Беркли, которые были склонны к усилению воинственности в ответ на политику правительства США во время войны во Вьетнаме, а с другой стороны, довольно аполитичные хиппи Хейт-Эшбери, которые призывали к мирному протесту. Их средства были совершенно разными, но во многом они преследовали одни и те же цели.
Согласно рассказу Коэна, его друг Боуэн обеспечил большую часть «организующей энергии» для мероприятия, и личные связи Боуэна также сильно повлияли на характер мероприятия.